# نهائي كأس البرتغال 2012
كأس البرتغال 2012 هي المباراة النهائية من منافسة كأس البرتغال 2011–12، أقيمت المباراة في 2012، في ملعب ناكيونال، بين فريقي نادي أكاديميكا كويمبرا، وسبورتينغ لشبونة، وفاز فيها نادي أكاديميكا كويمبرا.